# Diocèse de Choluteca
Le diocèse de Choluteca (Dioecesis Cholutecensis) est une Église particulière de l'Église catholique du Honduras.

## Ordinaires
L'évêque actuel est Mgr Teodoro Gómez (es) depuis le 26 janvier 2023.
- Prélat :
  - Mgr Marcel Gérin y Boulay, P.M.E. du 9 septembre 1964 au 29 août 1979
- Évêques :
  - Mgr Marcel Gérin y Boulay, P.M.E. du 29 août 1979 au 14 avril 1984
  - Mgr Raúl Corriveau, P.M.E. du 14 avril 1984 au 17 décembre 2005
  - Mgr Guido Plante, P.M.E. du 17 décembre 2005 au 13 juillet 2012.
  - Mgr Guy Charbonneau, P.M.E. du 26 janvier 2013 au 26 janvier 2023

## Territoire
Son siège est en la cathédrale de l'Immaculée-Conception de Choluteca.
Il comprend les départements de Choluteca et de Valle.

## Histoire
La prélature territoriale de Choluteca est créée le 8 septembre 1964 à partir de l'archidiocèse de Tegucigalpa. Le 29 août 1979, elle est élevée au rang de diocèse.